# The Circus Cowboy
The Circus Cowboy is een Amerikaanse dramafilm uit 1924 onder regie van William A. Wellman.

## Verhaal
Buck Saxon komt thuis en hoort dat zijn vriendin ervandoor is gegaan met de rijkste man van de stad. Wanneer die wordt vermoord, is Buck meteen de hoofdverdachte. Hij vlucht naar een circus en wordt daar verliefd op Bird Taylor.

## Rolverdeling
| Acteur             | Personage     |
| ------------------ | ------------- |
| Buck Jones         | Buck Saxon    |
| Marian Nixon       | Bird Taylor   |
| Jack McDonald      | Ezra Bagley   |
| Ray Hallor         | Paul Bagley   |
| Marguerite Clayton | Norma Wallace |
| George Romain      | Slovin        |